# Vissarion Belinski
Vissarion Grigorievici Belinski (în rusă: Виссарион Григорьевич Белинский) (n. 11 iunie [S.V. 30 mai] 1811 - d. 7 iunie [S.V. 26 mai] 1848) a fost un filozof, critic literar rus, fondator al programului estetic al realismului în literatura rusă ("Școala naturală").

## Opera
- 1834: Reverii literare ("Литературные мечтания");
- 1843 - 1846: Operele lui Aleksandr Pușkin ("Сочинения Александрa Пушкиa")
- 1847: Scrisoare către Gogol ("Письмо Н. В. Гоголю");
- 1848: Privire asupra literaturii ruse din anul 1847 ("Взгляд на русскую литературу 1847 года").

Belinski a colaborat la revista Sovremennik.